# Parafia Przenajświętszej Trójcy w Przytkowicach
Parafia Przenajświętszej Trójcy w Przytkowicach – rzymskokatolicka parafia terytorialnie i administracyjnie należąca do dekanatu Kalwaria archidiecezji krakowskiej.
Została wzmiankowana w spisie świętopietrza parafii dekanatu Zator diecezji krakowskiej z lat 1346–1358 jako Przibcovicz i Pribinovicz